# Oxyethira puertoricensis
Oxyethira puertoricensis är en nattsländeart som beskrevs av Oliver S. Flint Jr. 1964. Oxyethira puertoricensis ingår i släktet Oxyethira och familjen smånattsländor. Inga underarter finns listade i Catalogue of Life.